# ويليام كروذر
ويليام كروذر (بالإنجليزية: William Crowther)‏ هو مصمم ألعاب فيديو ‏ ومهندس ومبرمج ألعاب وعالم حاسوب أمريكي، ولد في 1936 في الولايات المتحدة.

## وصلات خارجية
- ويليام كروذر على موقع الموسوعة البريطانية (الإنجليزية)